# Budowlani Nowy Tomyśl
Ludowy Klub Sportowy "Budowlani-Kucera"" – klub sportowy powstały w 1983 z siedzibą w  Nowym Tomyślu. Początkowo był to klub wielosekcyjny, obecnie funkcjonuje w nim jedna sekcja – podnoszenie ciężarów. W klubie trenowali uczestnicy  Igrzysk Olimpijskich, medaliści  mistrzostw świata,  mistrzostw Europy i mistrzostw Polski.

## Historia
Klub powstał w 1983 roku jako Ludowy Zespół Sportowy Budowlani. Początkowo był to klub jednosekcyjny, w którym grano w piłkę nożną. W następnych latach zaczęły powstawać kolejne sekcje: zapasów w stylu klasycznym, tenisa stołowego, piłki siatkowej oraz podnoszenia ciężarów. W latach 1983–1993 patronat nad klubem sprawował Zakład Budowlano-Montażowy Wojewódzkiego Związku Gminnych Spółdzielni Samopomoc Chłopska Nowym Tomyślu, którego dyrektorem był Henryk Królik.
Pierwszym przewodniczącym LZS był Mirosław Wojtkowiak, w kolejnych latach rolę tę pełnili Jerzy Stachowiak i Zbigniew Kroma. Po utworzeniu, w 1990 roku, Ludowego Klubu Sportowego jego prezesami byli kolejno: Zbigniew Kroma, Jerzy Stachowiak, Zbigniew Kroma,  Jerzy Nowak, Jarosław Mleczak, Paweł Najdek oraz, od 2011 roku, ponownie  Jerzy Nowak.
13 lutego 2016 roku zmieniono nazwę klubu na LKS Budowlani-Całus, pochodzi ona od nazwy jego strategicznego sponsora.
Siedziba klubu mieściła się kolejno w: Zakładzie Budowlano-Montażowym WZGS „Sch” przy ulicy Kolejowej 40a w  Nowym Tomyślu, a następnie pod adresem zamieszkania działaczy klubowych. 
W dniu 1 czerwca 2022 uchwałą zarządu klubu zmieniono nazwę z Ludowy Klub Sportowy "Budowlani-Całus" na Ludowy Klub Sportowy "Budowlani-Kucera" Nowy Tomyśl. Aktualną siedzibą i adresem LKS Budowlani-Kucera jest Osiedle Północ 37 w  Nowym Tomyślu. 

## Podnoszenie ciężarów
- Występy w  I lidze w sezonach 1994 i 1996 oraz od 2016.

Sekcja  podnoszenia ciężarów powstała w LZS Budowlani z inicjatywy trenera  Jerzego Nowaka w pierwszym kwartale 1989 roku. Treningi zaczęły odbywać się w przygotowywanej od marca tego samego roku sali w "Starym Nowotomyskim Domu Kultury" przy ówczesnej ul. Marcelego Nowotki (dzisiejszej ul. Wincentego Witosa). Pierwszymi sukcesami klubowymi były medale zdobyte przez  Pawła Najdka w mistrzostwach Polski juniorów.
Dotychczas (1989-2019) w oficjalnych zawodach klub reprezentowało blisko 400 sztangistów 20 z nich było w tym czasie reprezentantami Polski w różnych kategoriach wiekowych, należeli do nich:
- Kacper Dziamski
- Radosław Jarnut
- Szymon Kawa
- Adrian Krupa
- Maciej Kudłaszyk
- Paulina Kudłaszyk
- Piotr Kudłaszyk
- Tomasz Kudłaszyk
- Dawid Lisiak
- Szymon Lisiak
- Sylwia Miczyńska
- Małgorzata Myjak
- Paweł Najdek
- Patrycja Piechowiak
- Wojciech Piechowiak
- Kacper Przybył
- Martin Stasik
- Marta Wesoła
- Tomasz Wielebski
- Sergiusz Wójcik

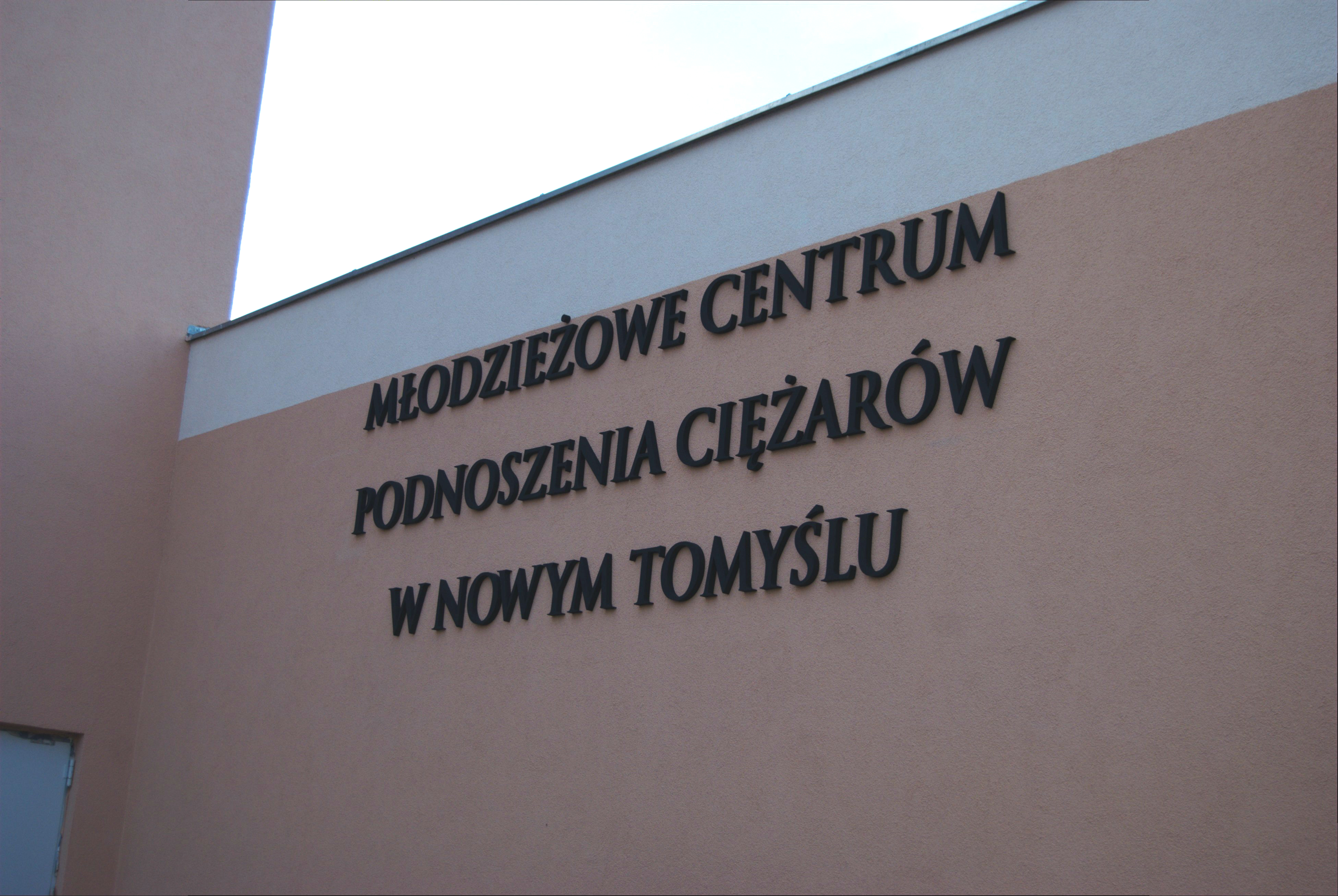
Młodzieżowe Centrum Podnoszenia Ciężarów w Nowym Tomyślu

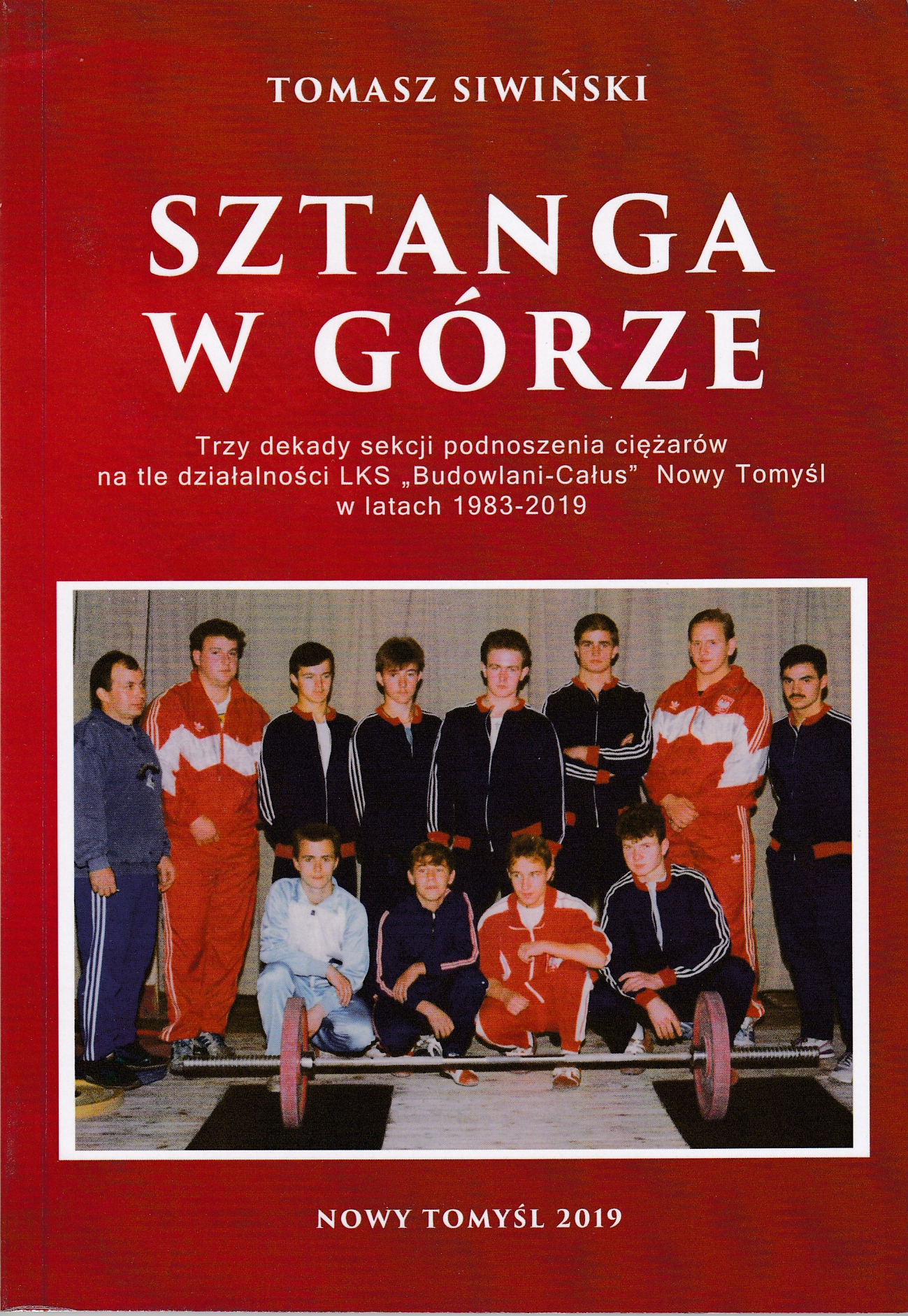
okładka książki Tomasza Siwińskiego "Sztanga w górze"

Reprezentantem Polski był również wychowanek Budowlanych Piotr Poniedziałek, jednak wówczas był on już zawodnikiem Promienia Opalenica. 
Jedynym dotychczas sportowcem reprezentującym Budowlanych na Igrzyskach Olimpijskich była Patrycja Piechowiak – w 2016 roku w Rio de Janeiro.
Uczestnikiem IO był również wieloletni zawodnik Budowalnych Paweł Najdek, reprezentował on Polskę na IO w Sydney w 2000 oraz na IO Atenach w 2004 roku, podczas pierwszej z imprez był sztangistą Legii Warszawa, a podczas drugiej stołecznego Okęcia. Podczas IO w Atlancie w 1996 roku startował także Wojciech Natusiewicz – reprezentujący Budowlanych Koszalin, startował on w Budowlanych Nowy Tomyśl w 1995 roku na zasadzie wypożyczenia.
Medale na Mistrzostwach Europy w kategoriach juniorów i młodzieżowych zdobywali: Paweł Najdek, Tomasz Kudłaszyk, Patrycja Piechowiak, Piotr Kudłaszyk, Martin Stasik oraz Paulina Kudłaszyk.
Mistrzyniami Polski seniorek w barwach Budowlanych-Całus zostały Patrycja Piechowiak i Paulina Kudłaszyk, w kategorii mężczyzn byli nimi Martin Stasik i Piotr Kudłaszyk. W kategoriach juniorów, młodzieżowych i seniorów medale mistrzostw Polski zdobywali: Adrianna Adamczyk, Klaudia Cicha, Kacper Dziamski, Marta Fliegier, Krzysztof Franc, Patrycja Górna, Daria Gruszkiewicz, Kacper Hoza, Radosław Jarnut, Nicol Kalinowska, Szymon Kawa, Damian Keller, Grzegorz Klimek, Julia Kowalska, Aleksander Kowalski, Tomasz Kowalski, Adrian Krupa, Mateusz Krydka, Dobrosława Kucharzak, Maciej Kudłaszyk, Natalia Kudłaszyk, Paulina Kudłaszyk, Piotr Kudłaszyk, Tomasz Kudłaszyk, Dawid Lisiak, Szymon Lisiak, Krystian Łodyga, Karina Mańczak, Paulina Michalska, Mateusz Miczyński, Sylwia Miczyńska, Arkadiusz Mocny, Paweł Najdek, Maciej Napierała, Zuzanna Olsztyńska, Patrycja Piechowiak, Wojciech Piechowiak, Piotr Poniedziałek, Kacper Przybył, Oliwia Przybył, Wiktoria Romantowska, Martyna Rosolska, Martin Stasik, Wiktoria Tórz i  Marta Wesoła. Łącznie zawodnicy i zawodniczki Budowlanych Nowy Tomyśl zdobyli 275 medali rangi mistrzostw Polski, gdyby doliczyć do nich mistrzostwa mikroregionu i okręgu byłoby ich ponad tysiąc.
W 2018, 2020 i 2021 roku LKS Budowlani-Całus wygrał rywalizację w klasyfikacji klubów podnoszenia ciężarów w ramach ministerialnej rywalizacji dzieci i młodzieży. Trenuje w nim największa liczba sztangistów w Polsce. Klub odnosi również sukcesy organizacyjne, jest gospodarzem imprez rangi mistrzowskiej, ogólnokrajowej, jak również Mistrzostw Europy Juniorów i Juniorek do lat 15 i 17  (2016). Treningi i zawody odbywają się w nowoczesnym kompleksie Młodzieżowego Centrum Podnoszenia Ciężarów oraz w podsekcjach w okolicznych miejscowościach. Trenerem koordynatorem w klubie jest Marcin Lampe.
W 2019 roku odbyły się obchody 30-lecia sekcji podnoszenia ciężarów, podczas uroczystych obchodów zaprezentowano książkę autorstwa Tomasza Siwińskiego "Sztanga w górze. Trzy dekady sekcji podnoszenia ciężarów na tle działalności LKS „Budowlani-Całus” Nowy Tomyśl w latach 1983-2019". 

## Dawne sekcje

### Piłka nożna
Sekcja istniała w latach 1983-1992, w tym czasie drużyna pokonała drogę z klasy „C” do II miejsca w IV lidze. W 1986 roku piłkarze dotarli również do ćwierćfinału  Pucharu Polski na szczeblu okręgu poznańskiego. Budowlani mecze rozgrywali na stadionie "Nowotomyskiego Ośrodka Sportu i Rekreacji", a trenowali na boisku przy ulicy Wypoczynkowej w  Nowym Tomyślu. Podczas remontu obiektu piłkarze grali mecze w roli gospodarza w pobliskim Bukowcu. W klubie prowadzono również pracę z grupami młodzieżowymi.
Trenerami zespołu seniorów byli kolejno: Stanisław Kańduła, Eugeniusz Marek, Eugeniusz Melerowicz oraz Włodzimierz Bajer. Do najdłużej grających zawodników należeli: Marian Miałkas, Janusz Wróbel, Roman Kupś, Ryszard Kliszewski, Mieczysław Wojtkowiak, Mirosław Połomka, Ryszard Biskupski, Lech Ożga, Franciszek Miałkas, Dariusz Jendruch, Janusz Doliwa, Wojciech Czajka oraz Sławomir Chwirot.
LZS Budowlani Nowy Tomyśl w rozgrywkach mistrzowskich
| Sezon     | Klasa rozgrywkowa    | Lokata | Mecze | Punkty | Bramki zdobyte | Bramki stracone | Suma |
| --------- | -------------------- | ------ | ----- | ------ | -------------- | --------------- | ---- |
| 1983/1984 | Klasa „C”, grupa III | II     | 12    | 16     | 36             | 23              | +13  |
| 1984/1985 | Klasa „B”, grupa III | VI     | 18    | 16     | 28             | 18              | +10  |
| 1985/1986 | Klasa „B”, grupa III | II     | 18    | 28     | 39             | 18              | +21  |
| 1986/1987 | Klasa „A”, grupa I   | VI     | 22    | 23     | 35             | 25              | +10  |
| 1987/1988 | Klasa „A”, grupa I   | III    | 26    | 34     | 40             | 28              | +12  |
| 1988/1989 | Klasa „A”, grupa I   | II     | 26    | 37     | 64             | 35              | +29  |
| 1989/1990 | Liga okręgowa        | X      | 26    | 23     | 25             | 43              | -18  |
| 1990/1991 | Liga okręgowa        | II     | 26    | 32     | 47             | 27              | +20  |
| 1991/1992 | Liga okręgowa        | X (14) | 26    | 24     | 39             | 48              | -9   |
| 1992/1993 | Liga makroregionalna | XIV    | 13    | 8      | 15             | 26              | -11  |

- W styczniu 1993 roku miejsce Budowlanych w klasie makroregionalnej zajęli piłkarze LKS „Pogoń” Lwówek.

### Piłka siatkowa
Sekcja męska, istniała w Budowlanych w latach 1987-1992 oraz w pierwszej dekadzie XXI wieku. Jej założycielem był Marek Polcyn. Drużyna występowała w rozgrywkach III ligi, jej zawodnicy byli powoływani do kadr wojewódzkich i reprezentacji Polski.

### Tenis stołowy
Sekcja tenisa stołowego funkcjonowała w latach 1987-1991. Tenisiści brali udział w lokalnych rozgrywkach. W 1987 roku zwyciężyli w drużynowych Mistrzostwach Miasta i Gminy Nowy Tomyśl. Mecze rozgrywano w świetlicy Zakładu Budowlano-Montażowego przy ulicy Kolejowej 40a w Nowym Tomyślu.

### Zapasy w stylu klasycznym
Sekcja funkcjonowała w latach 1987-1991, inicjatorem jej założenia był Ryszard Karpowicz, którego działania szkoleniowe wspierał Piotr Kowalski. Zawodnicy tej dyscypliny zdobywali wiele medali szczebla wojewódzkiego, byli również powoływani na obozy centralne. Wychowankiem klubu, który trafił do reprezentacji Polski był Jacek Skrzypczak, znaczące sukcesy odnosili również: Artura Pilarski, Rafał Szulc, Rafał Nowak, Dariusz  Friedrich, Krzysztof Redlich, Adam Musiał, Grzegorz Goliński, Tomasz Goliński oraz Paweł Fijałkowski.
W połowie 1991 roku, chcąc zapewnić ciągłość w szkoleniu, sekcją zaopiekował się Klub Sportowy Sobieski.

## Prezesi klubu
Źródło:
| Lp. | Imię i nazwisko     | Okres urzędowania | Okres urzędowania |
| --- | ------------------- | ----------------- | ----------------- |
| 1.  | Mirosław Wojtkowiak | 1983              | 1984              |
| 2.  | Jerzy Stachowiak    | 1984              | 1989              |
| 3.  | Zbigniew Kroma      | 1989              | 1992              |
| 4.  | Jerzy Stachowiak    | 1992              | 1992              |
| 5.  | Zbigniew Kroma      | 1992              | 1995              |
| 6.  | Jerzy Nowak         | 1995              | 2000              |
| 7.  | Jarosław Mleczak    | 2000              | 2008              |
| 8.  | Paweł Najdek        | 2008              | 2011              |
| 9.  | Jerzy Nowak         | od 2011           |                   |